# Tonkinese
Tonkinese este o pisică de statură medie. Capul este rotunjit, de lățime medie. Din profil, nasul pare oblic, îndreptat spre jos, cu o bărbie fermă. Urechile sunt bine depărtate, fiind mai late la bază, subțiindu-se spre vârful ușor rotunjit. Linia exterioară a urechii urmărește linia feței până la baza acesteia. Ochii sunt depărtați și mai deschiși decât cei de formă orientală, dar nu sunt complet rotunzi, ci înclinați spre nas. 
Copul este bine echilibrat, ferm și musculos, iar picioarele sunt subțiri și musculoase; membrele din spate sunt ceva mai lungi decât cele din față. Labele sunt ovale iar degetele ordonate. Coada este suplă, iar când este adusă de-a lungul corpului, atinge umerii pisicii.